# Sex Dreams and Denim Jeans
 (octobre 2012).
Si vous disposez d'ouvrages ou d'articles de référence ou si vous connaissez des sites web de qualité traitant du thème abordé ici, merci de compléter l'article en donnant les références utiles à sa vérifiabilité et en les liant à la section « Notes et références ».
Sex Dreams and Denim Jeans est le premier et seul album de la chanteuse Uffie. Il est sorti en 2010 chez Ed Banger Records.

## Liste des titres
1. Pop the Glock - 3:30 (Produit par Feadz)
2. Art Of Uff - 3:05 (Produit par Mr. Oizo)
3. ADD SUV (feat. Pharrell Williams) - 3:29 (Produit par Mirwais)
4. Give It Away - 3:19 (Produit par Feadz)
5. MCs Can Kiss - 3:08 (Produit par Mr. Oizo)
6. Difficult - 2:55 (Produit par SebastiAn)
7. First Love - 4:57 (Produit par Mr. Oizo)
8. Sex Dreams and Denim Jeans - 2:36 (Produit par Mirwais)
9. Our Song - 3:18 (Produit par Feadz et Mr. Oizo)
10. Illusion Of Love (feat. Mattie Safer) - 5:18 (Produit par Mirwais)
11. Neuneu - 2:30 (Produit par Mr. Oizo)
12. Brand New Car - 3:19 (Produit par Feadz)
13. Hong Kong Garden - 2:19 (Produit par Mirwais)
14. Ricky - 4:12 (Produit par Feadz)

## Samples
- La chanson Pop the Glock contient un sample du titre Top Billin' d'Audio Two
- La chanson Sex Dreams and Denim Jeans contient un sample du morceau Rock & Roll du Velvet Underground